# وارد غرين
وارد غرين (بالإنجليزية: Ward Greene)‏ (23 ديسمبر 1892، آشفيل في الولايات المتحدة - 22 يناير 1956، هافانا في كوبا)؛ شخصية أعمال، صحفي، محرر وروائي أمريكي.

## روابط خارجية
- وارد غرين على موقع IMDb (الإنجليزية)
- وارد غرين على موقع إن إن دي بي (الإنجليزية)
- وارد غرين على موقع قاعدة بيانات الفيلم (الإنجليزية)